# 杨冠军
杨冠军（1963年4月—），男，回族，河南禹州人，中华人民共和国政治人物。原中南工业大学毕业，东北大学材料科学与工程专业博士。曾任陕西省商洛市市长。现任陕西省住房和城乡建设厅厅长；是享受政府特殊津贴的专家，陕西省有突出贡献专家。 

## 生平
1984年，杨冠军自中南工业大学（今中南大学）材料科学与工程专业毕业，被分配到位于陕西西安的西北有色金属研究院工作。此后，历任钛合金研究所助理工程师、工程师，研究所副所长。1992年8月加入中国共产党。1999年12月，出任西北有色金属研究院党委副书记；2001年，任研究院副院长、兼党委副书记；2005年，任党委书记、副院长。
在研究所任职20多年后，2007年6月，杨冠军出任商洛市市长；2013年2月，被任命为陕西省住房和城乡建设厅厅长。2018年1月，任陕西省政协副主席。